# Economizzatore
L'economizzatore è uno scambiatore di calore realizzato allo scopo di ridurre il consumo di energia per mezzo di un utile preriscaldamento del fluido. L'economizzatore può essere presente negli impianti di produzione di energia elettrica, nel riscaldamento, nella ventilazione e negli impianti di condizionamento.
L’installazione di un economizzatore conviene tipicamente – in ambito industriale – su grandi generatori di vapore, dove il vapore raggiunge un’elevata pressione, su caldaie alimentate a gas metano, gasolio o GPL, con ingenti consumi di combustibile. L'economizzatore è più conveniente su impianti che lavorano per molte ore o dove i fumi raggiungono temperature superiori ai 200°C.

## Generatori di vapore
Nei generatori di vapore, gli economizzatori sono scambiatori di calore che riscaldano generalmente l'acqua di alimento, di norma non oltre il suo punto di ebollizione. Gli economizzatori sono così chiamati perché possono utilizzare il grado di entalpia ancora presente nel gas di scarico dalla turbina per preriscaldare l'acqua di alimentazione della caldaia.